# Supercoppa di Germania 2012
La Supercoppa di Germania 2012 (ufficialmente DFL-Supercup 2012) è stata la tredicesima edizione della Supercoppa di Germania.
Si è svolta il 12 agosto 2012 all'Allianz Arena di Monaco di Baviera tra il Borussia Dortmund, vincitore della Bundesliga 2011-2012 e della Coppa di Germania 2011-2012, e il Bayern Monaco, seconda classificata in campionato.
A conquistare il titolo è stato il Bayern Monaco che si è imposto per 2-1 grazie alle reti di Mario Mandžukić e Thomas Müller nel corso del primo tempo; per il Borussia Dortmund inutile il gol nella ripresa di Robert Lewandowski.

## Partecipanti
| Squadre           | Qualificazione                                                           | Partecipazioni precedenti (il grassetto indica la vittoria) |
| ----------------- | ------------------------------------------------------------------------ | ----------------------------------------------------------- |
| Bayern Monaco     | Secondo classificato in Bundesliga 2011-2012                             | 5 (1987, 1989, 1990, 1994, 2010)                            |
| Borussia Dortmund | Vincitore della Bundesliga 2011-2012 e della Coppa di Germania 2011-2012 | 4 (1989, 1995, 1996, 2011)                                  |

## Tabellino
| Arbitro: | Weiner (Ottenstein) |

|                         |           |                 |
| Mandžukić 6’ Müller 11’ | Marcatori | 75’ Lewandowski |

| Bayern Monaco | Borussia Dortmund |

### Formazioni
| Bayern Monaco:  |    |                   |     |     |
|                 |    |                   |     |     |
| P               | 1  | Manuel Neuer      |     |     |
| D               | 21 | Philipp Lahm (c)  |     |     |
| D               | 17 | Jérôme Boateng    |     |     |
| D               | 4  | Dante             |     |     |
| D               | 36 | Emre Can          | 37’ | 70’ |
| C               | 39 | Toni Kroos        |     |     |
| C               | 30 | Luiz Gustavo      | 28’ |     |
| C               | 10 | Arjen Robben      | 82’ | 86’ |
| C               | 25 | Thomas Müller     |     |     |
| C               | 7  | Franck Ribéry     |     | 81’ |
| A               | 9  | Mario Mandžukić   | 68’ |     |
| A disposizione: |    |                   |     |     |
| P               | 22 | Tom Starke        |     |     |
| D               | 5  | Daniel Van Buyten |     |     |
| D               | 28 | Holger Badstuber  |     | 70’ |
| C               | 44 | Anatolij Tymoščuk |     | 81’ |
| C               | 23 | Mitchell Weiser   |     |     |
| C               | 11 | Xherdan Shaqiri   |     | 86’ |
| A               | 14 | Claudio Pizarro   |     |     |
| Allenatore:     |    |                   |     |     |
| Jupp Heynckes   |    |                   |     |     |

| Borussia Dortmund: |    |                        |     |     |
|                    |    |                        |     |     |
| P                  | 1  | Roman Weidenfeller (c) |     |     |
| D                  | 26 | Łukasz Piszczek        |     |     |
| D                  | 4  | Neven Subotić          |     |     |
| D                  | 15 | Mats Hummels           |     |     |
| D                  | 29 | Marcel Schmelzer       | 42’ |     |
| C                  | 8  | İlkay Gündoğan         |     |     |
| C                  | 7  | Moritz Leitner         |     | 64’ |
| C                  | 16 | Jakub Błaszczykowski   |     | 71’ |
| C                  | 11 | Marco Reus             |     |     |
| C                  | 19 | Kevin Großkreutz       |     | 64’ |
| A                  | 9  | Robert Lewandowski     |     |     |
| A disposizione:    |    |                        |     |     |
| P                  | 20 | Mitchell Langerak      |     |     |
| D                  | 24 | Chris Löwe             |     |     |
| D                  | 27 | Felipe Santana         |     |     |
| C                  | 10 | Mario Götze            |     | 64’ |
| C                  | 14 | Mustafa Amini          |     |     |
| C                  | 28 | Ivan Perišić           |     | 64’ |
| A                  | 23 | Julian Schieber        |     | 71’ |
| Allenatore:        |    |                        |     |     |
| Jürgen Klopp       |    |                        |     |     |